# بيير لويس آلفي كازيناف
بيير لويس آلفي كازيناف (بالفرنسية: Pierre Louis Alphée Cazenave)‏ هو طبيب أمراض جلدية فرنسي. مارس الطب في مستشفى سان لويس في باريس.
ولد في 5 مايو 1795 وتوفي في 9 أبريل 1877. عين في إحدى مستشفيات باريس في عام 1823، ثم صار أستاذا مشاركا في كلية الطب في عام 1835.
وفي عام 1828، ألف كتابا يحمل العنوان: Abregé pratique des maladies de la peau. كان هذا الكتاب بالمشاركة مع هنري إدوارد شدل. وكان لهذا الكتاب التأثير المهم في طب الجلد، وترجم إلى لغات مختلفة.
وفي الفترة من عام 1844 حتى 1852 عمل محرر في مجلة مختصة بطب الجلد ومرض الزهري تحمل العنوان: Annales des Maladies de la Peau et de la Syphilis.
ويعد أول من أطلق تسمية lupus érythémateux أو الذئبة الحمامية، وهو مرض جلدي. وفي عام 1844، كان أول من وصف الفقاع القرطاسي، وهو مرض جلدي نادر.

## روابط خارجية
- BIUM سيرة ذاتية مختصرة من موقع جامعة باريس.